# Herbetet
Herbetet (inne nazwy: Mont Herbetet, Erbetet i Punta Herbetet) – szczyt w Alpach Graickich, części Alp Zachodnich. Leży w północnych Włoszech w regionie Dolina Aosty. Należy do Masywu Gran Paradiso. Szczyt można zdobyć ze schronisk Rifugio Vittorio Emanuele II (2732 m) i Rifugio Federico Chabod (2750 m). Szczyt otaczają cztery lodowce: na północnym wschodzie lodowiec Herbetet, na północnym zachodzie lodowiec Gran Neyron, na południowym zachodzie lodowiec Montandayné, a na południowym wschodzie lodowiec Tsasset.
Pierwszego wejścia dokonali L. Barale, A. i G. Castagneri 22 sierpnia 1873 r.